# Рентмейстер
Рентме́йстер — должность в провинции в России. Введена в результате Областной реформы Петра I. Рентмейстер выполнял функции казначея, подчинённого камериру. Назначался Штатс-контор-коллегией. 
В XVIII веке казначейство именовалось рентереей. В законодательстве различались казённая рентерея и земская (провинциальная). В обязанности рентмейстера входил сбор денег, поступающих от плательщиков, земских комиссаров и магистратов, а также выдача денег по законным требованиям. При этом требовалось вести строгую отчётность, для которой устанавливались пять книг. Каждый год в рентерее проводилась ревизия. За похищение казённых денег рентмейстеру грозило лишение имущества, чести и жизни.